# Kościół Najświętszego Serca Pana Jezusa w Ilii
Kościół Najświętszego Serca Pana Jezusa w Ilii – kościół parafialny w Ilii na Białorusi.

## Historia
Po stłumieniu powstania styczniowego kościół św. Michała został przekształcony w cerkiew. Po wydaniu w 1905 r. przez cara Mikołaja II manifestu o tolerancji religijnej, miejscowi katolicy mieli możliwość budowy nowego kościoła. Świątynię wzniesiono w latach 1907-1909 według projektu architekta Augusta Kleina. Kościół ufundowali parafianie oraz Ignacy Tukałło z pobliskich Ościukowicz. Kościół ucierpiał podczas II wojny światowej. Po wojnie został zamknięty i przekształcony w mleczarnię. W latach 90. XX w. zwrócono go katolikom i odnowiono (nadbudowano drewnianą wieżę). Został ponownie konsekrowany w 1993 r. przez ks. Alojzego Kulika. 

## Architektura
Kościół wybudowano w stylu eklektycznym, łączy w sobie elementy neoromańskie, neogotyckie i modernistyczne. Ściany z czerwonej cegły i granitowych bloków osiągają metr grubości. Pierwotnie był pokryty gontem. Posiada cztery ołtarze: główny Serca Jezusa, boczny lewy Maryi Panny z obrazem św. Józefa z Dzieciątkiem, Pana Jezusa z obrazem Matki Bożej Ostrobramskiej oraz przyścienny ołtarz Matki Bożej Częstochowskiej. 

Galeria
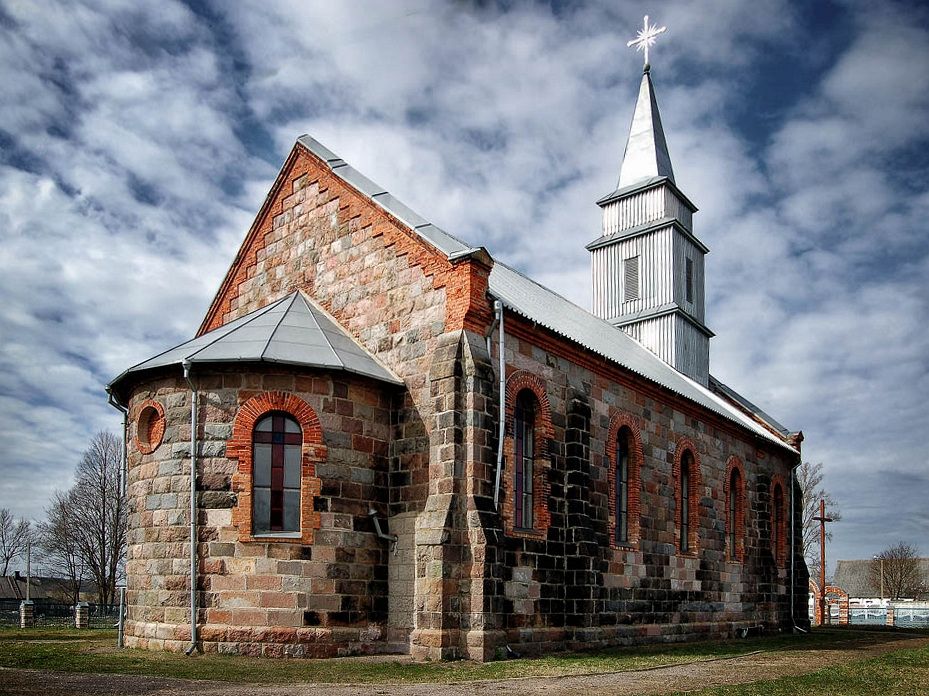
Absyda kościoła
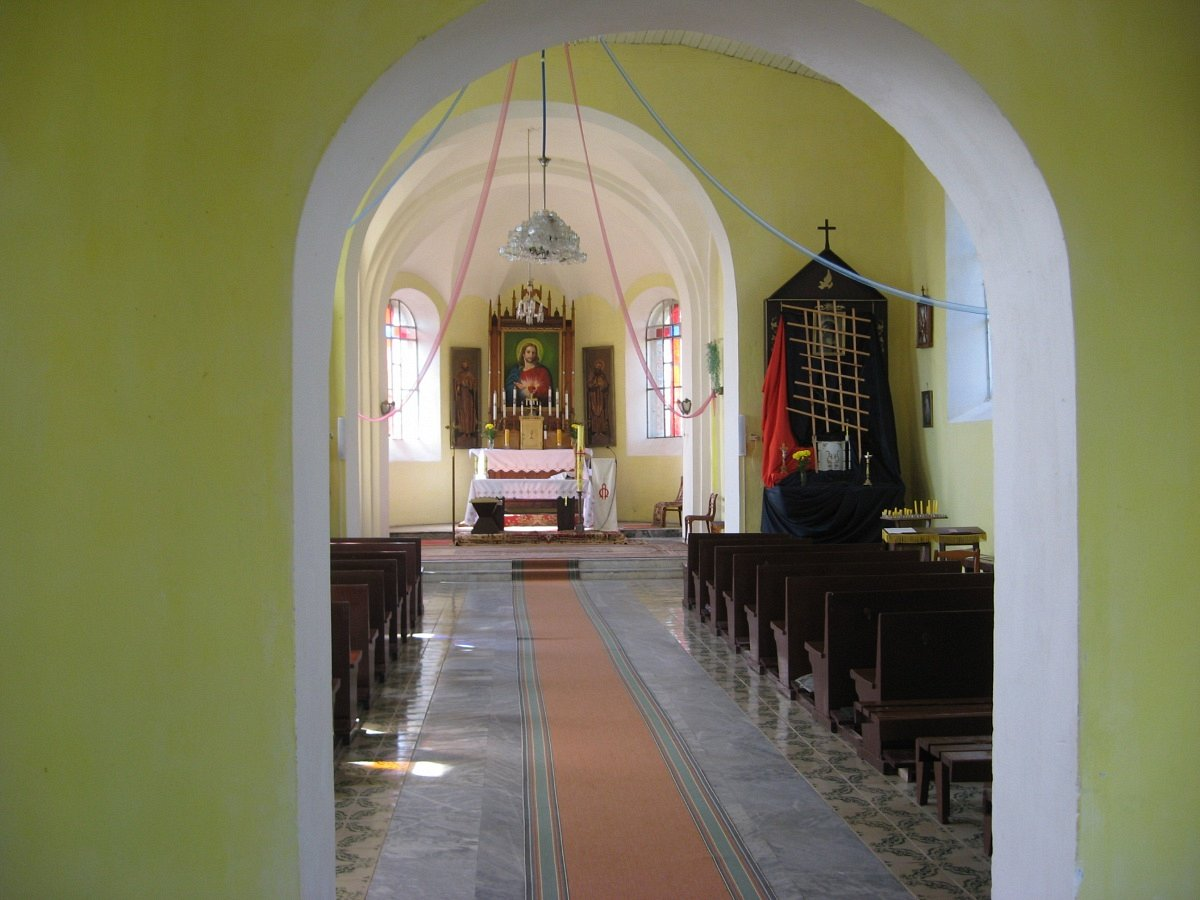
Wnętrze